# Pinhel
Pinhel – miejscowość w Portugalii, leżąca w dystrykcie Guarda, w regionie Centrum w podregionie Beira Interior Norte. Miejscowość jest siedzibą gminy o tej samej nazwie. 

## Demografia
| Liczba ludności gminy Pinhel (1801–2011) | Liczba ludności gminy Pinhel (1801–2011) | Liczba ludności gminy Pinhel (1801–2011) | Liczba ludności gminy Pinhel (1801–2011) | Liczba ludności gminy Pinhel (1801–2011) | Liczba ludności gminy Pinhel (1801–2011) | Liczba ludności gminy Pinhel (1801–2011) | Liczba ludności gminy Pinhel (1801–2011) | Liczba ludności gminy Pinhel (1801–2011) | Liczba ludności gminy Pinhel (1801–2011) |
| ---------------------------------------- | ---------------------------------------- | ---------------------------------------- | ---------------------------------------- | ---------------------------------------- | ---------------------------------------- | ---------------------------------------- | ---------------------------------------- | ---------------------------------------- | ---------------------------------------- |
| 1801                                     | 1849                                     | 1900                                     | 1930                                     | 1960                                     | 1981                                     | 1991                                     | 2001                                     | 2004                                     | 2011                                     |
| 10 255                                   | 8 650                                    | 18 774                                   | 18 420                                   | 20 293                                   | 14 328                                   | 12 693                                   | 10 954                                   | 10 436                                   | 9 627                                    |

## Sołectwa
Sołectwa gminy Pinhel (ludność wg stanu na 2011 r.):
- Alverca da Beira (463 osoby)
- Atalaia (99)
- Azevo (195)
- Bogalhal (37)
- Bouça Cova (104)
- Cerejo (132)
- Cidadelhe (40)
- Ervas Tenras (142)
- Ervedosa (190)
- Freixedas (905)
- Gouveia (314)
- Lamegal (253)
- Lameiras (290)
- Manigoto (186)
- Pala (543)
- Pereiro (150)
- Pinhel (3518)
- Pínzio (453)
- Pomares (120)
- Póvoa de El-Rei (53)
- Safurdão (108)
- Santa Eufémia (172)
- Sorval (80)
- Souro Pires (588)
- Valbom (214)
- Vale de Madeira (92)
- Vascoveiro (186)